# Nalepa (Łódź)
Pour les articles homonymes, voir Nalepa.
Nalepa est une localité polonaise de la gmina de Czastary, située dans le powiat de Wieruszów en voïvodie de Łódź.